# Заситино
Заситино — деревня в Себежском районе Псковской области России. Входит в состав городского поселения Сосновый Бор. Численность населения деревни по оценке на начало 2001 года составляла 78 жителей.

## География
Расположена в пределах Прибалтийской низменности, в зоне хвойно-широколиственных лесов, на южном берегу Заситинского озера, по автомагистрали «Москва—Рига» (М-9), вблизи государственной границы с Латвией, в 14 км к северо-западу от центра городского поселения, посёлка городского типа Сосновый Бор и к северу от деревни Дедино.

## История
В 1941—1944 гг. местность находилась под фашистской оккупацией войсками Гитлеровской Германии.
Деревня Заситино в советские и постсоветские годы входила в Дединский сельсовет, который Постановлением Псковского областного Собрания депутатов от 26 января 1995 года переименован в Дединскую волость.
Законом Псковской области от 28 февраля 2005 года Дединская волость была упразднена, а её территория вместе с Заситино вошла в новосозданное муниципальное образование Сосновый Бор со статусом городского поселения с 1 января 2006 года в составе муниципального образования Себежский район со статусом муниципального района.

## Население
| 2001 | 2002 | 2010 |
| ---- | ---- | ---- |
| 78   | ↗81  | ↗92  |

### Национальный и гендерный состав
Согласно результатам переписи 2002 года, в национальной структуре населения русские составляли 95 % от общей численности в 81 чел., из них  38 мужчин,  43 женщины.

## Инфраструктура
Развито личное подсобное хозяйство.

## Транспорт
Деревня доступна автотранспортом.